# Henschel Zitterrochen
De Henschel “Zitterrochen” was een geleide raket die tijdens de Tweede Wereldoorlog in Duitsland werd ontwikkeld.

## Ontwikkeling
Men had bij Henschel de Hs 294 en Hs 295 in ontwikkeling. Deze projectielen hadden tot doel de explosieve lading van de Hs 293 te vergroten om zo een zwaardere uitwerking te hebben op het beoogde doel.
De Zitterrochen moest het hebben van de hogere snelheid en zou het met een explosieve lading van 200 kg meer moeten hebben van de kinetische energie tijdens de inslag. Tot nu toe waren alle raketten subsonisch en men wilde bij Henschel de snelheid opvoeren tot boven de geluidssnelheid. Hiervoor voerde men windtunneltesten te Göttingen uit tot een snelheid van 1,5 mach.
Dit leverde een raket op met een driehoekige vleugel. Onder de raket waren twee vaste brandstof Walter 109 raketten aangebracht.
Voordat men in 1944 tot massaproductie kon overgaan, werd het project geannuleerd. Het werk aan het project ging echter niet verloren en werd gebruikt bij de Hs 298 en Hs 117 projecten.

## Specificaties
- Lengte: 3,47 m.
- Spanwijdte: 1,51 m.
- Maximumsnelheid: 1,5 mach.